# Isthmura boneti
Espèce
Synonymes
- Pseudoeurycea boneti Álvarez & Martín, 1967

Statut de conservation UICN

 EN  : En danger
Isthmura boneti est une espèce d'urodèles de la famille des Plethodontidae.

## Répartition
Cette espèce est endémique de l'État d'Oaxaca au Mexique. Elle se rencontre vers 2 300 m d'altitude dans la Sierra Madre del Sur,.

## Étymologie
Cette espèce est nommée en l'honneur de Federico Bonet Marco.

## Publication originale
- Álvarez & Martín, 1967 : Descripción de una nueva especie de Pseudoeurycea de Oaxaca, México (Amphibia: Caudata). Acta Zoologica Mexicana, vol. 9, p. 1-9.